# Illy
Illy település Franciaországban, Ardennes megyében. Lakosainak száma 416 fő (2022. január 1.). Illy La Chapelle, Fleigneux, Floing, Givonne, Sedan és Bouillon községekkel határos.

## Népesség
A település népességének változása:
| Lakosok száma | 394  | 342  | 413  | 411  | 395  | 406  | 411  | 412  | 413  | 416  |
|               | 1968 | 1982 | 1990 | 2006 | 2013 | 2015 | 2017 | 2019 | 2020 | 2022 |